# آنا ویاخیروا
آنا ویاخیروا (روسی: Анна Викторовна Вяхирева؛ زادهٔ ۱۳ مارس ۱۹۹۵) بازیکن هندبال اهل روسیه است.
وی همچنین برندهٔ جوایزی همچون نشان دوستی شده‌است.